# Por si no te vuelvo a ver
Por si no te vuelvo a ver es una película de comedia musical mexicana dirigida por Juan Pablo Villaseñor estrenada en 1997. Obtuvo el Premio Ariel a Mejor Película en la ceremonia de 1998.

## Sinopsis
Un quinteto musical formado por ancianos que se encuentra retirado en un asilo, con el pretexto de entregar las cenizas de su amiga Rosita a Margarita, su sobrina, con tal de alcanzar su sueño de presentarse sobre un escenario.

## Reparto
- Jorge Galván...Bruno
- Ignacio Retes...Poncho
- Justo Martínez González...Óscar Martínez
- Max Kerlow...Gonzalo
- Rodolfo Vélez...Fabián
- Leticia Huijara...Margarita Ríos López
- Zaide Silvia Gutiérrez...la enfermera Silvia
- Ana Bertha Espín...directora del asilo
- Angelina Peláez...Diana Menchaca
- Blanca Torres...Rosita López
- José Carlos Rodríguez..doctor Eduardo Bolaños
- Alfredo Alonso...Vinicio
- Óscar Castañeda...Miranda
- Aurora Cortés...Ofelia

## Premios
Obtuvo 8 de 19 nominaciones al Premio Ariel en la entrega de 1998.
Entre los premios Ariel que obtuvo están: mejor película, mejor director, mejor actriz (Leticia Huijara), mejor actor (Jorge Galván), mejor coactuación masculine (Max Kerlow), mejor actriz de cuadro (Blanca Torres), mejor actor de cuadro (Ignacio Retes), mejor argumento original escrito para cine (Juan Pablo Villaseñor).